# Bodas (Tukdana)
Bodas is een bestuurslaag in het regentschap Indramayu van de provincie West-Java, Indonesië. Bodas telt 1547 inwoners (volkstelling 2010).